# Sacha Sosno
(Sacha Sosno)
Sacha Sosno, vero nome Alexandre Joseph Vladimir Sosnowsky, noto anche come Sosno (Marsiglia, 18 marzo 1937 – Principato di Monaco, 3 dicembre 2013), è stato un pittore e scultore francese.

## Biografia e opere rilevanti
Nato a Marsiglia nel 1937 (il padre era estone, la madre di Nizza), Sosno ha trascorso l'infanzia a Riga. Il suo primo contatto con il mondo dell'arte è l'incontro a Nizza, appena undicenne, con Henri Matisse. Nel 1956 fa la conoscenza di altri due artisti che avranno grande influenza su di lui, Arman e Yves Klein; impressionato dalle "monocromie" di quest'ultimo, Sosno distrugge le sue prime tele "astratte".

Dopo gli studi universitari parigini collabora alla nascita della rivista Sud-Communications in cui pubblica, nel giugno 1961, la prima teoria dell'Ecole de Nice di cui è stato membro attivo e importante.

In seguito ad un'importante parentesi fotografica come reporter di guerra in Irlanda, Bangladesh e Biafra tra il 1967 e il 1969, Sosno torna ad occuparsi di pittura con le prime fotografie "obliterate". Il significato di obliterazione è riassunto nelle parole di Sosno cacher pour mieux voir, nascondere (allo sguardo) per vedere meglio, per ottenere una visione diversa e forse più profonda delle cose; questo concetto sarà sviluppato anche nelle opere successive di scultura e architettura.

A Montparnasse nel 1969 infatti prende parte ai fermenti dell'art vidéo e al movimento d'art sociologique; a questa fase risalgono i suoi lavori con acrilico e su tela emulsionata dove sono riprodotte le sue foto. All'inizio degli anni 1970 espone le sue prime mostre in città europee come Bologna, Ginevra, Porto, Principato di Monaco, Nizza e Parigi.

Il lavoro di Sosno si basa su figure archetipiche e sulla nozione di memoria collettiva, sempre utilizzando il suo peculiare "linguaggio" dell'obliterazione.

Nel 1978 realizza le prime sculture a Nizza, Oblitérations de voiture; l'anno successivo installa dei bronzi al Centro Lalit Kala Akademi (Nuova Delhi) e dieci anni dopo, sviluppando dei progetti che mettono in relazione scultura e architettura, realizza con l'architetto Georges Marguerita l'Hôtel Elisée Palace (28 m di altezza, 19 m altezza del bronzo, 420 t di granito).

I materiali più utilizzati da Sosno sono il bronzo, la pietra e l'acciaio. Egli vuole ripensare e reinventare gli aspetti classici delle forme e degli spazi rifacendosi alla tendenza surrealista delle immagini paradossali. Il suo interesse per l'architettura lo porta a studiare un connubio tra questa e la scultura e a cercare l'integrazione tra le sue opere ed il tessuto urbano: sono le strade e le piazze delle città e non i musei i luoghi più adatti, secondo l'artista, ad ospitare le sue creazioni.

Nel 2001 Sosno ha iniziato un nuovo ciclo, di appropriazione/obliterazione di scenari teatrali, dal titolo Opéras.
Nel 2002 è stata inaugurata a Nizza la Tête au carrée, forse la sua opera più importante, una scultura monumentale (26m) sede della Biblioteca Centrale della città, i cui lavori erano iniziati due anni prima. Si tratta della prima scultura abitata del mondo, la prima costruzione interamente realizzata in alluminio, il primo edificio realizzato con tecniche navali.

Nel 2005 ha ricevuto l'invito dalla città di Pechino e dal presidente dell'Accademia Nazionale di Belle Arti cinese per edificare una scultura monumentale al centro della città e studiare dei progetti di arti plastiche che si riferiscano agli sport olimpici.

È stato nominato Chevalier des Arts et Lettres nel 2001 in Francia e Commandeur du Mérite Culturel nel Principato di Monaco nel 2005.

Sosno è attivo soprattutto a Nizza, nel Principato di Monaco ed in Francia, ma tra mostre (personali e collettive) ed installazioni di scultura e architettura le sue opere sono state e/o sono presenti anche in molti stati europei (Italia, Spagna, Portogallo, Paesi Bassi, Belgio, Germania, Svezia, Svizzera, Liechtenstein, Polonia, Russia), in America (Stati Uniti, Canada, Venezuela, Argentina), in Asia (Corea del Nord, Giappone, Cina, India) ed in Africa (Senegal).

Sosno è stato inoltre autore di programmi e reportage per la televisione (compreso il libretto per un balletto), ha collaborato ad attività archeologiche con la scoperta del più grande sito francese di tombe gallo-romane (1962) ed indagini sottomarine su un antico porto greco-romano (2000), è stato "consigliere" artistico per alcune case di moda realizzando disegni di tessuti ed infine è autore di alcuni testi sulla percezione (1996) e dei seguenti libri:
- Biafra, proximité de la mort, continuité de la vie, Editions Fayard (Parigi), 1969;
- 99 omelettes originales con Frédéric Elles, Editions Fayard (Parigi), 1976;
- ha inoltre collaborato a De l'oblitération. Conversation avec Françoise Armengaud à propos de l'art de Sacha Sosno, di Emmanuel Lévinas, Editions de La Différence, Parigi 1990.